# Riacho Doce (Maceió)

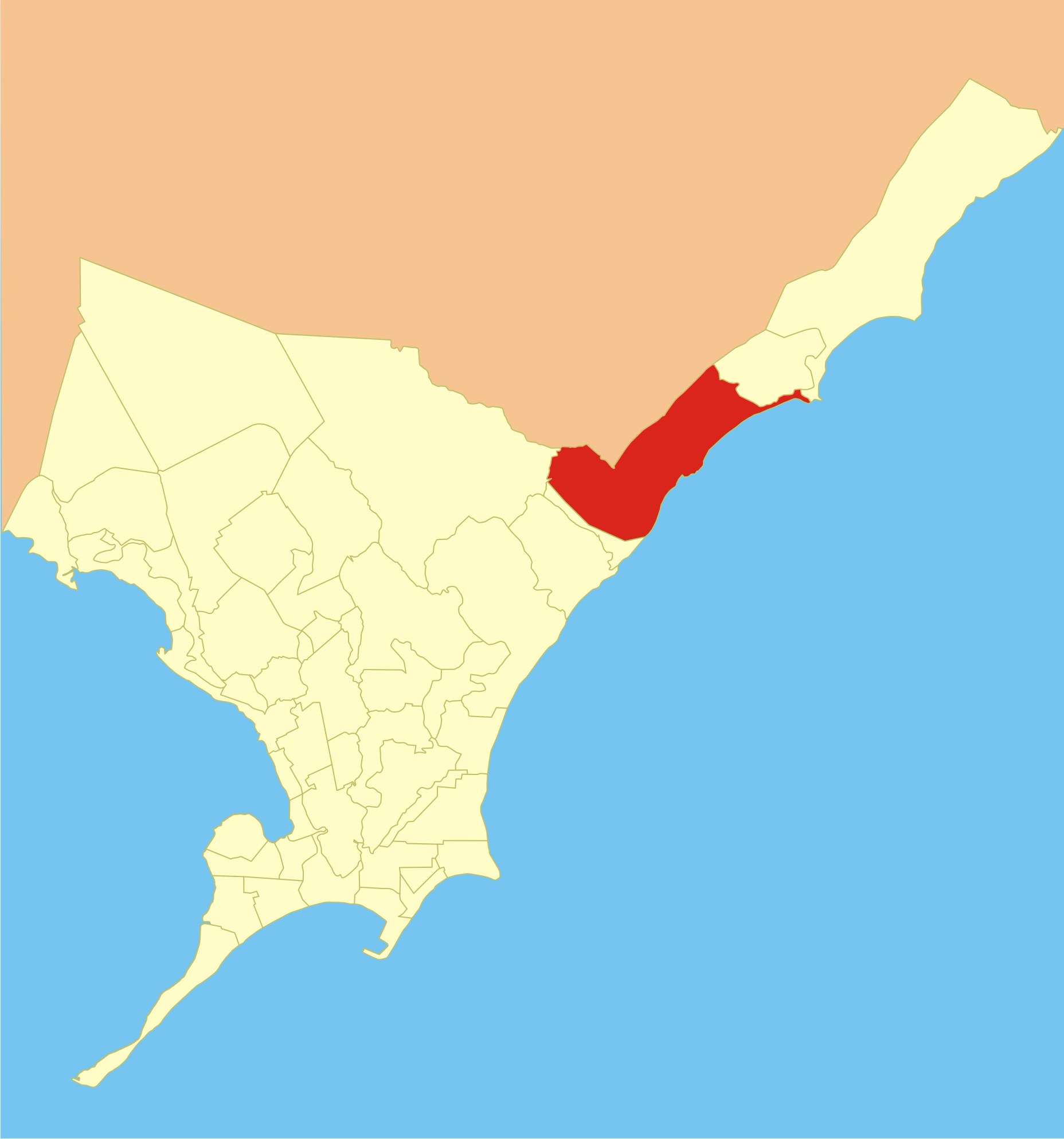
Localização do bairro Riacho Doce em Maceió

Riacho Doce é um bairro e uma praia de Maceió, capital do estado brasileiro de Alagoas. É cortado pela rodovia estadual AL-101.

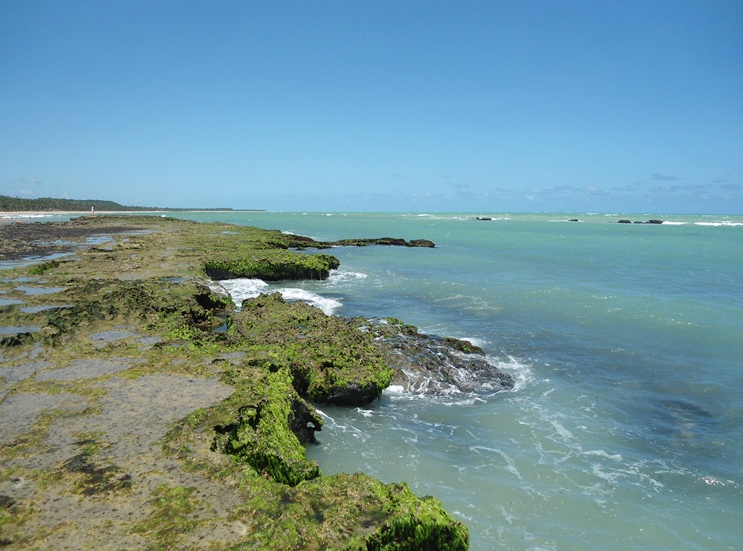
Vista da praia da Sereia, Riacho Doce, Maceió-AL

## Praia da Sereia
O bairro é banhado pelo mar da praia de Pratagy, também conhecida como praia da Sereia, assim chamada por causa da estátua de uma sereia encravada em um arrecife próximo à costa. Próximo a este local há um mirante, conhecido como Mirante da Sereia, que possui como vista tal estátua. Sua origem provem, provavelmente, de uma antiga vila de pescadores, cujas mulheres e filhas se especializaram na arte de confeccionar bolos, todos com base no coco, fruto então abundante no local.

## História
O Riacho Doce, que deu nome ao bairro, ficou notabilizado por ser palco de uma disputa envolvendo interesses estrangeiros norte-americanos e alemães, por volta de 1935, em relação a pesquisas sobre petróleo que eram ali desenvolvidas. O governador nacionalista alagoano Osman Loureiro e seu secretário da agricultura, Dr. Edson de Carvalho, bastante elogiados pelo famoso escritor Monteiro Lobato em seu livro "O Escândalo do Petróleo e Ferro" e citados também em "O Poço do Visconde" , apoiaram a exploração com apoio estrangeiro de técnicos e equipamentos alemães (da ELBOF - Elektrische Bodenforschung), contra os interesses de outras companhias do exterior, notadamente a norte-americana Standard Oil (desejosa de impedir a concorrência na exploração, conforme o escritor). Edson de Carvalho é tido em Riacho Doce e na Bahia, como o “descobridor do petróleo”. Sua casa, aberta a visitação como uma espécie de “museu do petróleo alagoano”, tornou-se ponto turístico. A Editora Brasiliense, publicou em 1958 seu livro "O Drama da Descoberta do Petróleo Brasileiro" . 
Vale ressaltar que, apesar dos promissores resultados obtidos através da perfuração do poço São João (afloramentos de xistos betuminosos, calcárias e banca de argilas), hoje escondido sob moradias do bairro, prevaleceram os interesses do monopólio do petróleo, utilizando métodos nazistas de perseguição, o que levou os pioneiros a deixarem o Estado para não morrer, tal como José Bach (geólogo alemão que apareceu na região de Riacho Doce-Garça Torta em 1913), que perdeu a vida por "afogamento", em uma das lagoas do Estado (ocorrência narrada por Monteiro Lobato em seu livro, no capítulo "Os mártires do petróleo").